# Gerardo Pérez
Gerardo Gonzalo Pérez (Rosario, Provincia de Santa Fe, Argentina; 6 de marzo de 1989) es un futbolista argentino. Juega como marcador central, aunque también puede desempeñarse como lateral por izquierda, y su primer equipo fue Rosario Central. Actualmente milita en Real Pilar de la Primera C.

## Trayectoria

### Rosario Central
Gerardo hizo todas las inferiores en Rosario Central. Debutó en novena división en el año 2003 y hasta el año 2010 jugó 136 partidos (12 goles) en categorías menores de AFA.
Si bien fue al banco de suplentes durante el año 2010, recién debutó en el primer equipo de Central en el año 2012. Jugó su primer partido en la fecha 29 del torneo de Primera B Nacional 2011/12 ante Quilmes. Juan Antonio Pizzi -entrenador de su equipo- lo posicionó como lateral izquierdo a pesar de que Gerardo es defensor central. En dicho campeonato disputó 9 encuentros como titular en forma consecutiva: desde la fecha 29 a la 37. Esto le bastó para que se transforme el primer futbolista en la historia de Central que gana sus primeros siete partidos en el club.
En la temporada 2012/13 fue utilizado por Miguel Ángel Russo como lateral por derecha durante las primeras fechas ante una lesión de Paulo Ferrari.

## Clubes
| Club                       | País      | Año           |
| -------------------------- | --------- | ------------- |
| Rosario Central            | Argentina | 2010-2013     |
| Tiro Federal de Rosario    | Argentina | 2013-2014     |
| San Martín de Tucumán      | Argentina | 2014          |
| Central Córdoba de Rosario | Argentina | 2015-2019     |
| Real Pilar                 | Argentina | 2019-2022     |
| Central Córdoba de Rosario | Argentina | 2023-presente |

### Estadísticas
| Club                          | Div     | Temporada | Liga | Liga | Copas | Copas | Torneos | Torneos | Total | Total | Media goleadora(3) |
| Club                          | Div     | Temporada | PJ   | G    | PJ    | G     | PJ      | G       | PJ    | G     | Media goleadora(3) |
| ----------------------------- | ------- | --------- | ---- | ---- | ----- | ----- | ------- | ------- | ----- | ----- | ------------------ |
| Rosario Central Argentina     |         |           |      |      |       |       |         |         |       |       |                    |
| 2ª                            | 2011-12 | 9         | 0    | 2    | 0     |       |         | 9       | 0     | 0.00  |                    |
| 2ª                            | 2012-13 | 4         | 0    |      |       |       |         | 4       | 0     | 0.00  |                    |
| Total                         | Total   | 13        | 0    | 2    | 0     |       |         | 15      | 0     | 0.00  |                    |
| Tiro Federal Argentina        |         |           |      |      |       |       |         |         |       |       |                    |
| 3ª                            | 2013-14 | 30        | 0    |      |       |       |         | 30      | 0     | 0.00  |                    |
| Total                         | Total   | 30        | 0    |      |       |       |         | 30      | 0     | 0.00  |                    |
| San Martín (T) Argentina      |         |           |      |      |       |       |         |         |       |       |                    |
| 3ª                            | 2014    | 11        | 0    |      |       |       |         | 11      | 0     | 0.00  |                    |
| Total                         | Total   | 11        | 0    |      |       |       |         | 11      | 0     | 0.00  |                    |
| Central Córdoba (R) Argentina |         |           |      |      |       |       |         |         |       |       |                    |
| 4ª                            | 2015    | 11        | 0    |      |       |       |         | 40      | 1     | 0.025 |                    |
| Total                         | Total   | 40        | 1    |      |       |       |         | 40      | 1     | 0.025 |                    |

## Palmarés

### Campeonatos nacionales
| Título             | Club            | País      | Año  |
| ------------------ | --------------- | --------- | ---- |
| Primera B Nacional | Rosario Central | Argentina | 2013 |